# Делеган Іван Васильович
Делеган Іван Васильович (11 травня 1951 року, с. Загаття, Закарпаття — 11 квітня 2021 року) — український лісівник, доцент кафедри лісівництва Національного лісотехнічногоуніверситету України, кандидат сільськогосподарських наук. Член-кореспондент Лісівничої академії наук України.

## Біографія
Іван Васильович народився 11 травня 1951 року в селі Загаття Іршавського району Закарпатської області України. Отримав вищу освіту за спеціальністю інженер лісового господарства у Львівському лісотехнічному інституті.
1973 року розпочав свою трудову діяльність у Мукачівському лісокомбінаті помічником лісничого Новосільського лісництва. 1984 року стажувався в Москві. Того ж року при Львівському лісотехнічному інституті захистив кандидатську дисертацію за спеціальністю 06.03.03 — лісознавство і лісівництво, лісові пожежі та боротьба з ними. 1986 року стажувався у Зволені (Словаччина).
1990 року присвоєне вчене звання доцента по кафедрі лісівництва лісотехнічного інституту. Викладацьку роботу проводив за напрямом підготовки «Лісове і садово-паркове господарство» зі спеціальностей — «Лісове господарство», «Садово-паркове господарство», «Мисливське господарство». Викладав такі навчальні дисципліни: «Лісова зоологія», «Облік диких тварин», «Звірівництво та дичерозведення», «Лісомисливське господарство», «Лісознавство і лісівництво». У 1994 та 2006 роках стажувався у Відні (Австрія). Від 2008 року здійснював керівництво аспірантурою. Розробив нові стандарти освітньо-кваліфікаційної характеристики та освітньо-професійної програми спеціаліста за спеціальністю «Лісове господарство» (спеціалізація — «Лісомисливське господарство»), а також навчальних програм дисциплін «Лісова зоологія», «Мисливствознавство», «Лісівництво», «Соціальне лісівництво». Науково-педагогічний стаж вченого становить понад 30 років.
Учасник багатьох національних та міжнародних проектів, форумів з проблем лісової освіти, лісового і мисливського господарства, збереження лісів, вивчення популяцій диких тварин, швейцарсько-українського проекту розвитку лісового господарства в Закарпатті, «Ведмідь бурий» (2009) та ін.
Вільно володів словацькою, польською, російською, чеською та німецькою мовами.
Помер 11 квітня 2021 року, похований у Великому Любені Львівської області.

## Наукові праці
Основні напрями наукових досліджень Івана Делегана стосувались лісознавства, лісівництва та лісомисливського господарства. За роки наукової та педагогічної діяльності опублікував понад 400 наукових, науково-популярних, та навчально-методичних праць українською, російською, німецькою, англійською та іншими мовами.

### Монографії. Довідники
- Бондаренко В. Д., Делеган І. В., Татаринов К. А. та ін.; Мисливствознавство. — К.: НМК ВО, 1993. — 200 с.
- Делеган І. В. Лісова зоологія. Безхребетні. — Львів: Поллі, 2003. — 472 с.
- Делеган І. В., Делеган І. І., Делеган І. І. Біологія лісових птахів і звірів. — Львів: Поллі, 2005. — 600 с.

### Статті
- Делеган І. В. Концепція екологічно збалансованого ведення мисливського господарства в умовах Українських Карпат // Вісник Запорізького держ. ун-ту. Біологічні науки. — Запоріжжя, 2000. — № 2. — С. 196—204.
- Делеган І. В. Охорона різноманіття мисливських тварин: правові аспекти // Збірник наук. техн. праць УкрДЛТУ: Охорона біорізноманіття: теоретичні та прикладні аспекти. — Львів: УкрДЛТУ, 2000. — Вип. 10.3. — С.34-39.
- Stoyko S., Delehan I., Kuhn N., Lavnyy V. Alois Zlatnik — ein wegweisender Forscher in transkarpatischen Urwälder. // Schweic. Z. Forstwesen, (154), 2003. 6. — S. 219—225.
- Криницький Г. Т., Делеган І. В., Король М. М. Методологічні засади поліфункціонального ведення лісового господарства в Карпатах // Лісове господарство, лісова, паперова і деревообробна промисловість. — 2006. — Вип. 30. — С. 62-76.
- Делеган І. В., Чернявський М. В. Феннич В. С. Перспективи розвитку мисливського господарства в Закарпатті (Практичні рекомендації щодо розвитку мисливського господарства при запровадженні багатофункціонального, наближеного до природи ведення лісового господарства). — Івано-Франківськ: Фоліант, 2007. — 158 с.